# Megapix
O Megapix é um canal de televisão por assinatura brasileiro pertencente ao Grupo Globo.
Trata-se do braço da Rede Telecine nos pacotes básicos das operadoras de TV paga, exibindo títulos que geralmente foram lançados pelo Telecine ou HBO, mas que estreiam com exclusividade nos pacotes básicos pelo Megapix. Além disso, o canal disponibiliza diversos de seus filmes através dos serviços de streaming Globoplay e Canais Globo, ambos da Globo. O Megapix possui parceria com alguns dos maiores estúdios de Hollywood, como Warner Bros., Sony, Paramount, MGM, Fox, Disney, DreamWorks e Universal Studios.
Voltado exclusivamente para filmes dublados, o canal utiliza o idioma padrão português, mas o assinante pode optar pelo áudio original e legendas eletrônicas.

## Sucesso de bilheteria"depois da novela"
O canal possui a maior audiência entre os canais da televisão paga brasileira, exceptuando os canais infantis. Possui como concorrentes diretos os canais de filmes dublados Star, TNT, Space e Cinemax. O Megapix busca migrar, principalmente, os telespectadores da novela das 9, da TV Globo, exibindo grandes sucessos do cinema, além dos lançamentos após o horário da novela.
No dia 9 de setembro de 2016, na sessão de filmes "depois da novela", o canal exibiu o filme brasileiro "Os Dez Mandamentos - O Filme", filme adaptado da telenovela bíblica da RecordTV , alcançando assim o maior recorde de audiência do canal desde o seu lançamento.